# ستيف بار (لاعب كرة قاعدة)
ستيف بار (بالإنجليزية: Steve Barr) هو لاعب كرة قاعدة أمريكي، ولد في 8 سبتمبر 1951 في سانت لويس في الولايات المتحدة.

## وصلات خارجية
- ستيف بار على موقعبيزبول رفرنس.كوم (الدوري الرئيسي) (الإنجليزية)
- ستيف بار على موقعبيزبول رفرنس.كوم (الدوري الثانوي) (الإنجليزية)
- ستيف بار على موقع جمعية أبحاث البيسبول الأمريكية (الإنجليزية)
- ستيف بار على موقع مشجعي الرسوم البيانية (الإنجليزية)